# Włosień (mitologia)
Włosień (biał. "Валасень") – istota demoniczna z mitologii białoruskiej, zlokalizowana tylko w rejonie wilejskim obwodu mińskiego.
To mały, kudłaty demon domowy z wielkimi, siedmiopalczastymi łapami zakończonymi pazurami. Nocami szturchał i drapał do krwi śpiących mężczyzn. Rany zadane przez włosienia długo się goiły i ropiały. Straszył też dzieci, sycząc im do ucha i łaskocząc je w podeszwy stóp, a kobiety obmacywał podczas snu. W miejscach przez niego dotkniętych wyrastały włosy.